# Khaled Ibrahim
Khaled Ibrahim (Dibba Al-Hisn, 17 de enero de 1997) es un futbolista emiratí que juega en la demarcación de lateral derecho para el Sharjah FC de la UAE Pro League.

## Selección nacional
Tras jugar en las categorías inferiores de la selección, finalmente hizo su debut con la selección de fútbol de Emiratos Árabes Unidos el 29 de mayo de 2022 en un encuentro amistoso contra Gambia que finalizó con un resultado empate a uno tras un gol de Ali Mabkhout para el combinado emiratí, y de Musa Barrow para Gambia.

## Clubes
| Club         | País                   | Año       | Partidos | Goles |
| ------------ | ---------------------- | --------- | -------- | ----- |
| Al Wahda FC  | Emiratos Árabes Unidos | 2016-2019 | 63       | 1     |
| Baniyas Club | Emiratos Árabes Unidos | 2019-2020 | 7        | 0     |
| Sharjah FC   | Emiratos Árabes Unidos | 2020-     | 167      | 3     |